# نورا غولد
نورا غولد (بالإنجليزية: Nora Gold)‏ (1952)؛ كاتِبة وروائية كندية.